# Ophrys bertolonii
Ophrys de Bertoloni
Espèce
Classification phylogénétique
Ophrys bertolonii, l'Ophrys de Bertoloni, est une espèce de la famille des orchidées et du genre Ophrys. Elle apprécie les pelouses calcicoles ensoleillées d'Italie et des Balkans. Mimant la femelle des abeilles Mégachiles du sous-genre Chalicodoma, la fleur se fait polliniser par le mâle par pseudocopulation.
Dans sa conception moderne, cette espèce est la cheffe de file d'un groupe de plusieurs taxons décrits d'Italie, des Balkans, de France et d'Espagne dont le point commun est un labelle aux poils noirâtres à échancrure avant plus ou moins prononcée et à la macule plus ou moins quadrangulaire. Elle s'en différencie par la cavité stigmatique de son gynostème plus haute que large et creusée latéralement. Selon les sensibilités des botanistes, les taxons de ce groupe autres qu'Ophrys bertolonii stricto sensu sont considérés comme des espèces, des sous-espèces ou comme des hybrides, qui dans ce dernier cas portent le nom unique d'Ophrys ×flavicans.

## Taxonomie

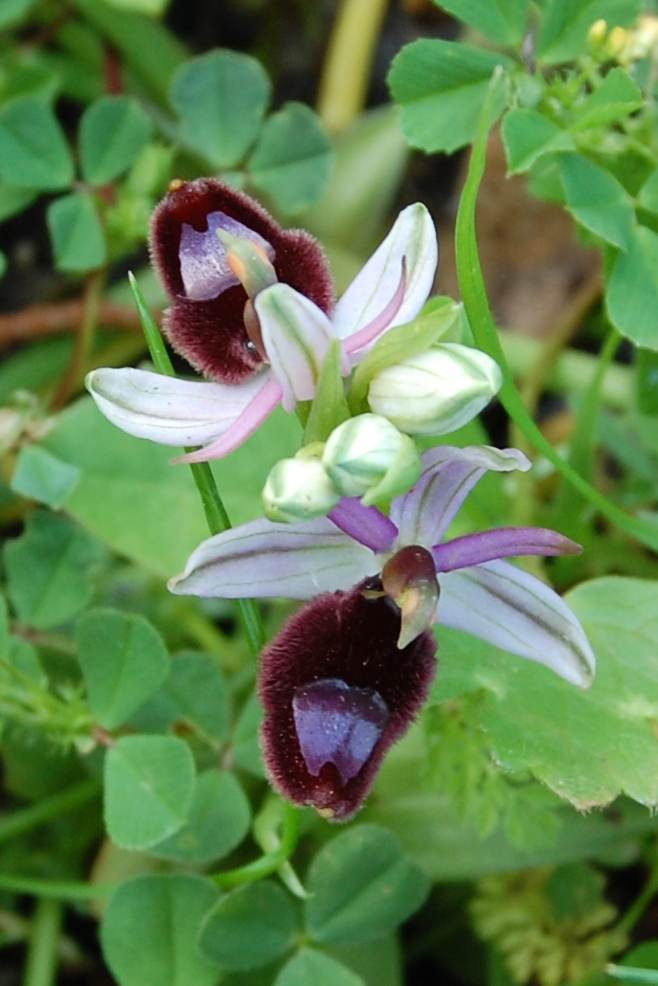
Ophrys bertolonii subsp. bertolonii, réserve naturelle de Bosco della Ficuzza, Sicile.

Cette espèce est décrite pour la première fois par le botaniste italien Antonio Bertoloni en 1804 sous le nom Ophris speculum depuis la campagne de Gênes aujourd'hui urbanisée. Se rendant compte que ce nom est déjà publié pour une autre espèce encore aujourd'hui désignée Ophrys speculum, Giuseppe Moretti renomme l'espèce en 1823 en rendant hommage à son prédécesseur : Ophrys bertolonii. Pendant les 150 années suivantes, l'ensemble des Ophrys méditerranéennes au labelle aux poils noirs en forme de selle et à la macule plus ou moins quadrangulaire porte ce nom, sa variabilité et les descriptions qui en découlent étant considérées comme des hybrides,.
Malheureusement, l'holotype ayant disparu sous les bombardements durant la Seconde Guerre mondiale, ce qui ne permet plus de confirmer la définition exacte du nom, les Allemands Danesch & Danesch considèrent en 1972, que « l’espèce méridionale à labelle en forme de selle et à cavité stigmatique étroite dépourvue de parois latérales » représentait O. bertolonii stricto sensu, ce qu'accepteront par la suite la majorité des botanistes. Cette définition restreinte aux populations italiennes permet de nombreuses nouvelles descriptions dont la particularité est d'avoir une cavité stigmatique ronde et qui apparaissent comme des espèces ayant été auparavant occultées. Au début des années 1970 sont alors décrites Ophrys bertoloniformis du Gargano, O. benacensis de l'Insubrie et O. catalaunica de Catalogne.. S'ensuivent dans les années 1980 les descriptions d'O. drumana depuis la région valencienne, d'O. aurelia de la Ligurie,  une redéfinition d'O. saratoi depuis Grasse et dans les années 1990 la description d'O. balearica des Baléares. Dans le même temps, l'ancienne définition de l'espèce se télescopant avec les nouvelles mène à de nombreuses confusions sur toute l'aire de distribution du groupe, l'idée d'espèce étant préférée par certains alors que d'autres défendent la notion de sous-espèce,.
La plus grande confusion est atteinte en 2001 avec la description d'Ophrys romolinii de la part du Provençal Rémy Souche soutenu par les botanistes de Flora Gallica, dont la description est celle d'O. bertolonii stricto sensu de Danesch & Danesch alors que la description de ce qu'il nomme O. bertolonii correspond à la définition de Marcel Bournérias d'O. aurelia en 2005, qui elle même comprend les définitions d'O. aurelia et d'O. saratoi de Delforge (2005, 2013). En 2021, la situation est sclérosée puisque le taxon O. aurelia n'existe pas sur les bases de données de l'INPN et de Tela Botanica et sa définition semble se mêler avec celle d'O. bertolonii stricto sensu comme le soutient Flora Gallica. 
De leur côté, les botanistes du jardin botanique de Kew acceptent uniquement la définition stricto sensu d'O. bertolonii tout en notant que cette espèce ne serait peut-être pas présente en France et en considérant les taxons annexes uniquement comme des hybrides qu'ils agrègent au sein du nom O. ×flavicans. 

## Synonymie
- Ophrys speculum Bertol. 1804[10]
- Arachnites bertolonii (Moretti) Tod., 1842[8],[10]
- Arachnites insengae Tod. 1858[10]
- Ophrys inzengae (Tod.) Nyman[10]
- Ophrys bertolonii var. dalmatica Murr, 1901[8],[10]
- Ophrys penedensis Kalkhoff, 1914[10]
- Ophrys dalmatica (Murr) Soó, 1926[8],[10]
- Ophrys insectifera subsp. bertolonii (Moretti) Moggr. & Rchb.f., 1869[8],[10]
- Ophrys marzensis Soca 1997[10]
- Ophrys romolinii Soca 2001[10]
- Ophrys bertolonii subsp. romolinii (Soca) Véla & R.Martin 2015[10]

## Description

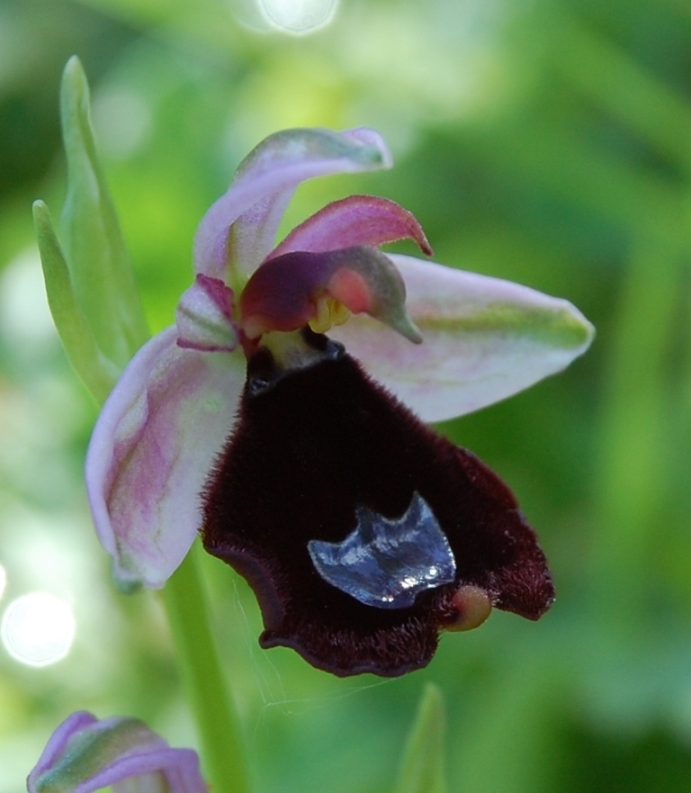
Ophrys bertolonii subsp. bertolonii, réserve naturelle de Bosco della Ficuzza, Sicile

L'Ophrys de Bertoloni est une espèce robuste mesurant de 15 à 30 cm et portant de grandes fleurs sur un épi lâche. La fleur est composée de trois sépales lancéolés blancs à la nervure médiane verte, formant une étoile très ouverte ; de deux pétales rose foncé à rouges, plus courts, plus fins et disposés entre les sépales. Le labelle est grand, nettement cambré à la façon d'une selle, recouvert d'un poil fin, dense et noirâtre et aux bords rabattus. Il est orné d'une macule glabre et bleuâtre, entourée d'une ligne blanche et généralement positionnée sur le devant du labelle, tout comme un appendice jaune à verdâtre qui s'insère dans une échancrure particulièrement nette et profonde. Le gynostème présente un bec court et très fin ainsi qu'une cavité stigmatique étroite, plus haute que large et dépourvue de parois latérales,.

## Écologie et biologie

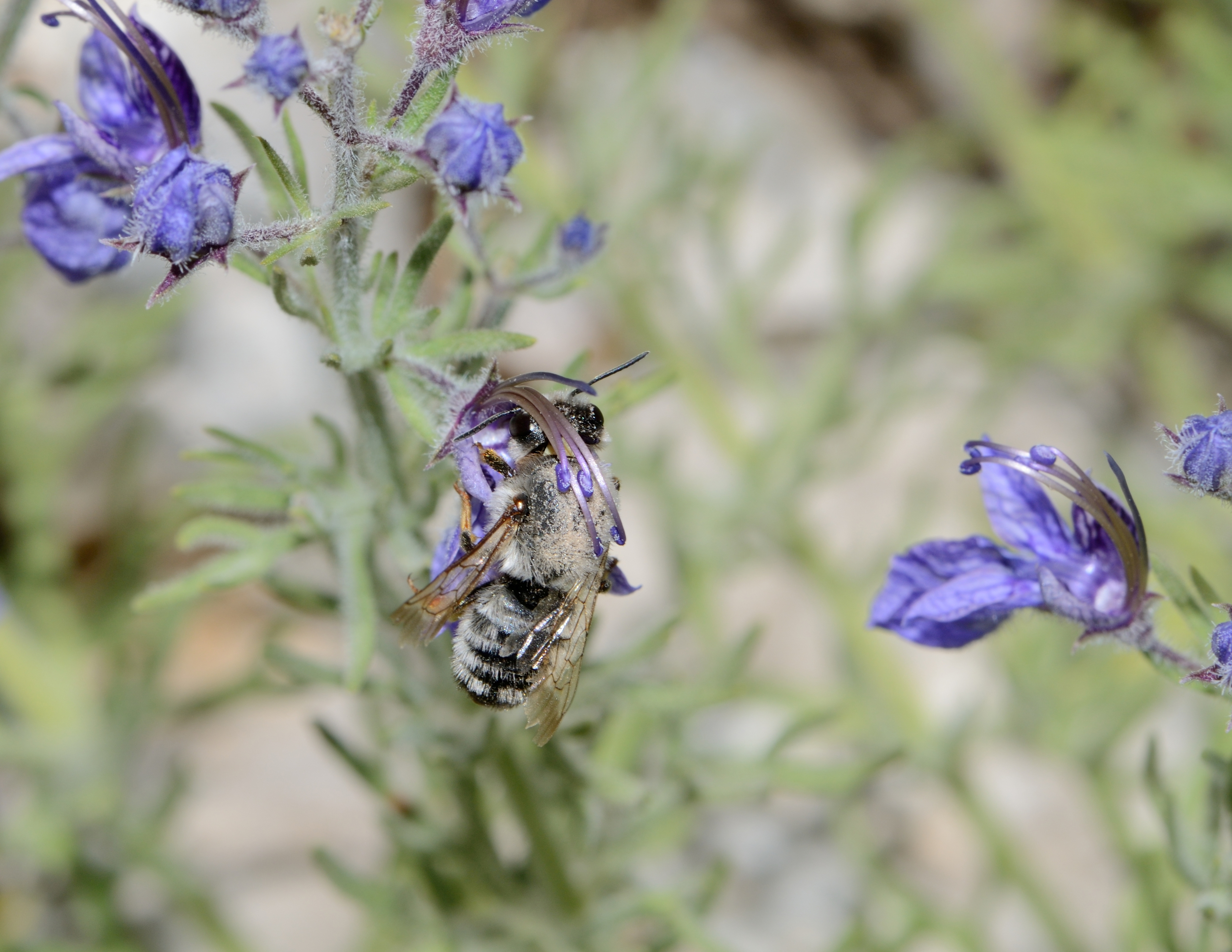
Femelle Megachile pyrenaica

L'Ophrys de Bertoloni est une géophyte à tubercule dont la floraison a lieu aux mois d'avril et mai. Elle apprécie les pelouses calcicoles ensoleillées ou de demi-ombre de plaines et peut coloniser des terres chaudes jusqu'à 1 500 m d'altitude,.
Les espèces du genre Ophrys miment par leur morphologie et leurs allomones la femelle d'une abeille solitaire afin de séduire le mâle et de provoquer une pseudocopulation. Cette espèce est spécialisée dans le mimétisme des abeilles maçonnes Megachile du sous-genre Chalicodoma et plus précisément Megachile parietina et M. pyrenaica, des Mégachiles qui ont la particularité de s'accoupler en cambrant leur abdomen,.
Chacun des taxons du groupe O. bartolonii est uniquement pollinisé par le sous genre Chalicodoma, il s'agit de Megachile parietina, M. pyrenaica, M. sicula, M. benoisti et de M. manicata, ce qui semble démontrer l'importance des pollinisateurs dans la spéciation des Ophrys.

## Le groupe O. bartolonii
Depuis les années 1970 et surtout la fin des années 1980, les orchidophiles décrivent de nombreux taxons issus d'Ophrys bertolonii, considérés selon les sensibilités comme des espèces,, des sous-espèces ou des hybrides entre O. bertolonii et O. sphegodes que le jardin botanique de Kew nomme tous Ophrys ×flavicans Vis.. Ce groupe est défini par sa proximité morphologique avec Ophrys bertolonii subsp. bertolonii qui se traduit souvent par un labelle courbé à la pilosité noire à l'échancrure avant parfois marquée et se différencie de la sous-espèce type principalement par sa cavité stigmatique ronde et son labelle franchement courbé. Le fait que ces taxons soient pollinisés par les abeilles du sous-genre Chalicodoma est parfois également considéré comme une définition de ce groupe.

### bertolonii
Ophrys bertolonii Moretti subsp. bertolonii (synonyme : ). Il s'agit du taxon nominal qui est présent sur la partie centrale du pourtour méditerranéen européen principalement en Italie, dans les Balkans et sur l'île de Corfou et absent de France et d'Espagne. Il s'agit de l'unique taxon du groupe faisant l'unanimité,, ; cependant, il existe en France un débat et une confusion générale autour des Ophrys romolinii Soca, 2001 et O. aurelia P. Delforge et al.

### aurelia

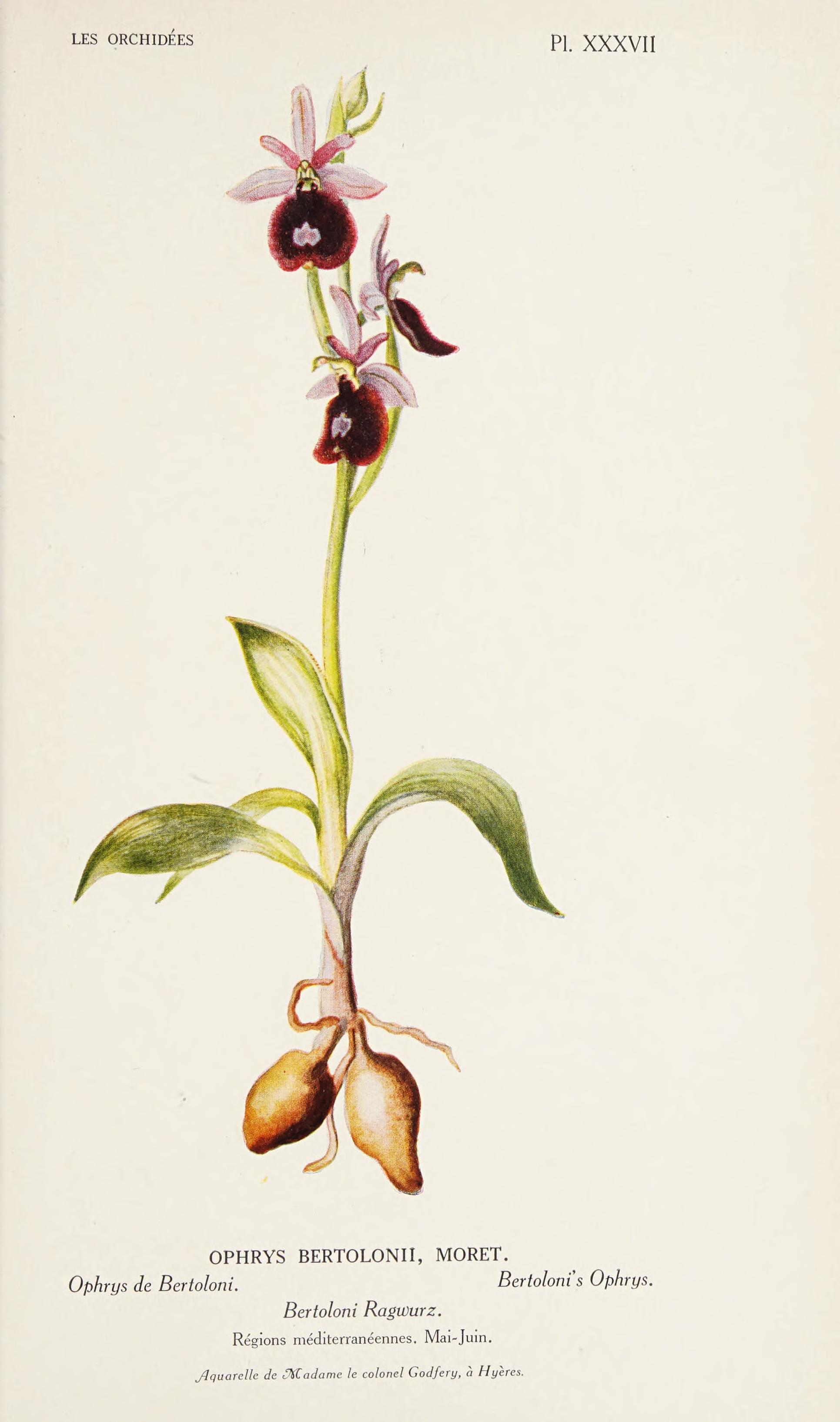
Ophrys Aurélien (Ophrys aurelia).

Ophrys bertolonii subsp. aurelia (P.Delforge, Devillers-Tersch. & Devillers) Kreutz, 2004 (basionyme : Ophrys aurelia P.Delforge, Devillers-Tersch. & Devillers, 1989). Nommé en français « Ophrys Aurélien », ce taxon est présent en Provence et en Ligurie et fleurit d'avril à juin,,. Il existe en France un débat et une confusion générale avec O. bertolonii subsp. bertolonii,.

### balearica

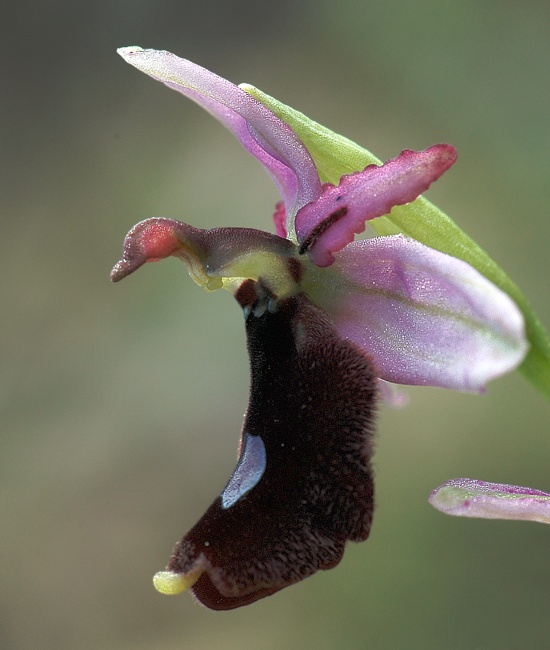
Ophrys bertolonii subsp. balaerica (île de Mallorque).

Ophrys bertolonii subsp. balearica (P.Delforge) L.Sáez & Rosselló, 1997 (basionyme : Ophrys balearica P.Delforge, 1990 ; isonyme : Ophrys bertolonii subsp. balearica  (P.Delforge) Soca 2001). Endémique des îles Baléares, sa période de floraison est particulièrement longue : elle s'étale de mars à juin. La fleur est pollinisée par Megachile sicula. Proche d'O. catalaunica, ce taxon présente une macule plus petite, plus rarement cernée de blanc et disposée à l'avant d'un labelle plus allongé,.

### benacensis

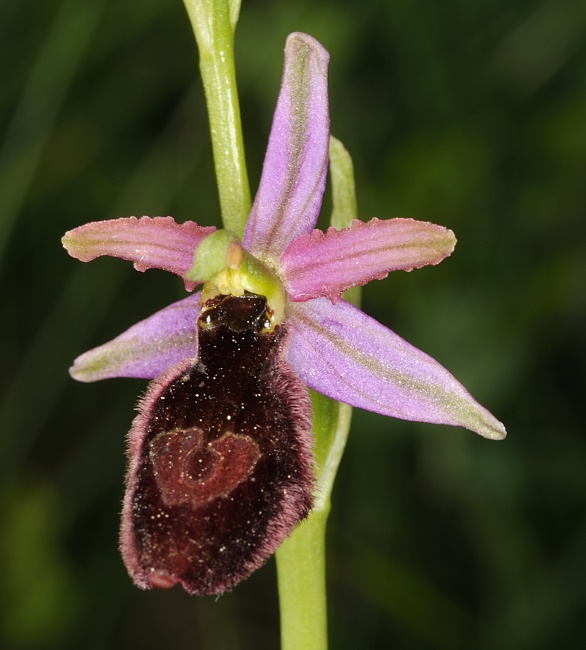
Ophrys bertolonii subsp. benacensis.

Ophrys bertolonii subsp. benacensis (Reisigl) P.Delforge, 1982 (basionyme : Ophrys bertoloniiformis subsp. benacensis Reisigl, 1972). Endémique d'Italie septentrionale, ce taxon est pollinisé par Megachile parietina,,.

### bertoloniiformis

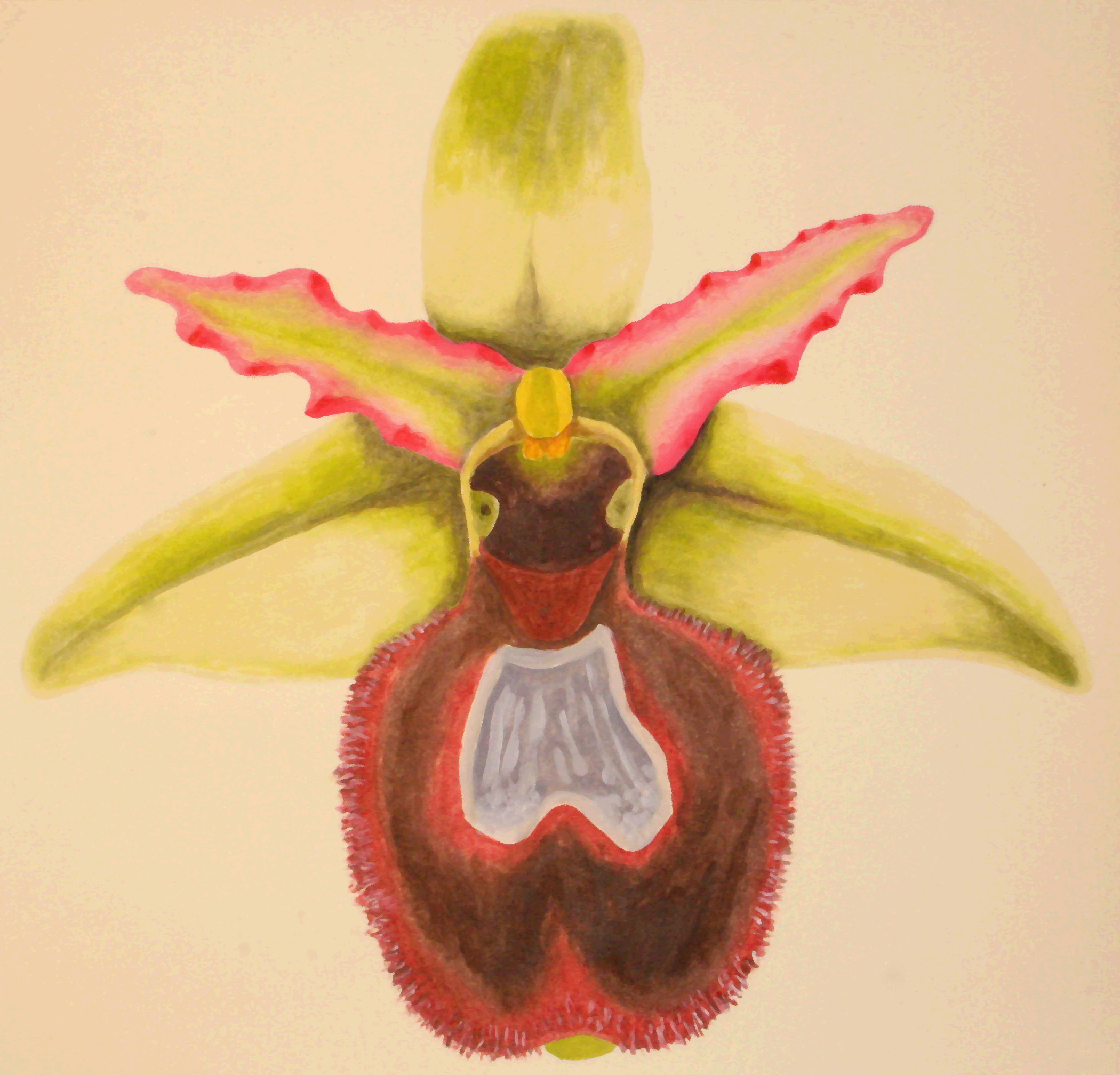
Ophrys bertolonii subsp. bertoloniiformis.

Ophrys bertolonii subsp. bertoloniiformis (O.Danesch & E.Danesch) H.Sund., 1980.  (basionyme : Ophrys bertoloniiformis O.Danesch & E.Danesch, 1971). Endémique du Gargano (Pouilles, Italie), il est pollinisé par Megachile benoisti,.

### catalaunica

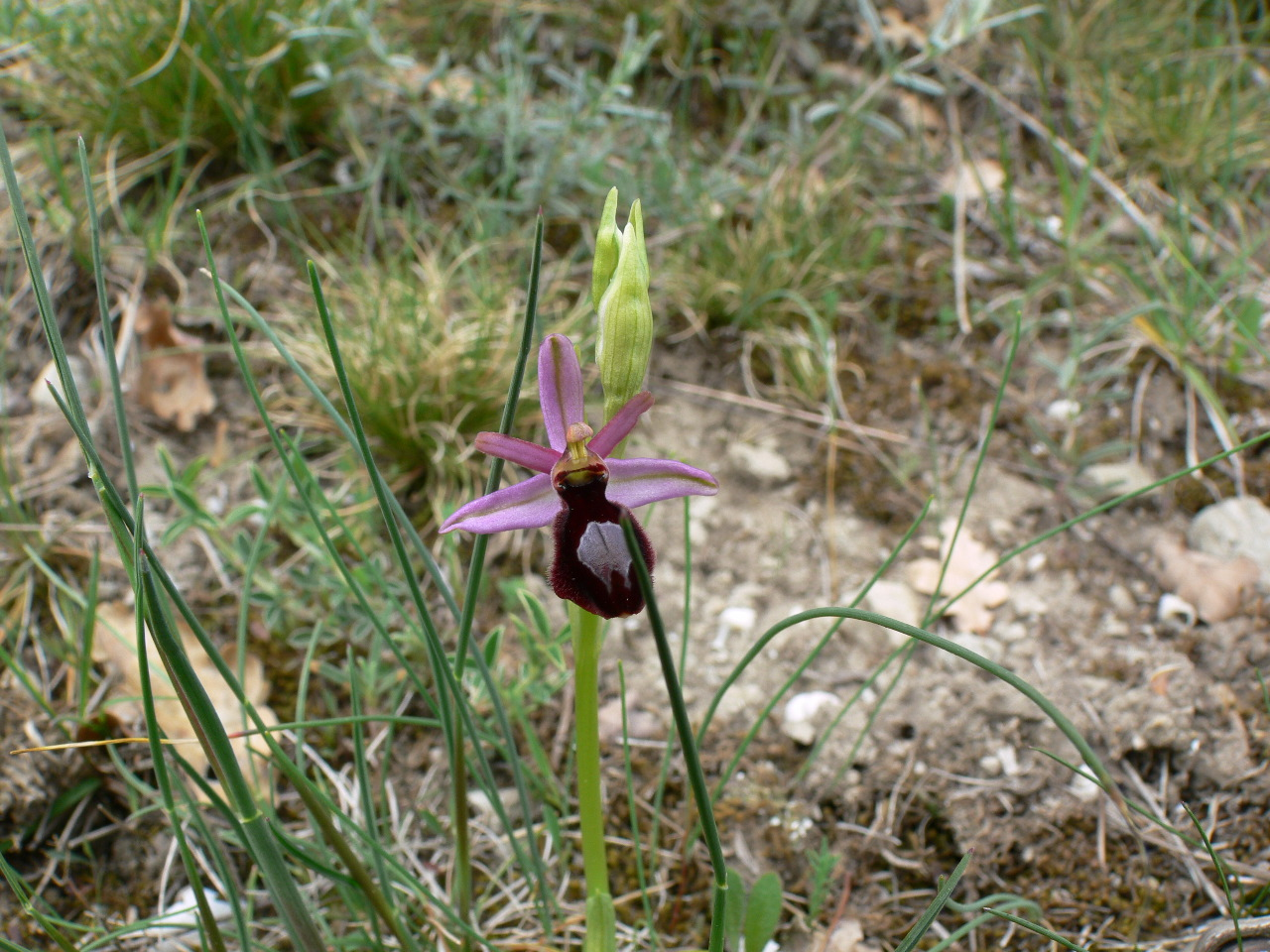
Ophrys bertolonii subsp. catalaunica.

Ophrys bertolonii subsp. catalaunica (O.Danesch & E.Danesch) O.Bolòs & Vigo, 2001 (synonyme : Ophrys catalaunica    O.Danesch & E.Danesch, 1972 ;  Ophrys bertolonii subsp. catalaunica (O.Danesch & E.Danesch) Soca, 2001). Ce taxon décrit depuis la Catalogne et pollinisé par Megachile pyrenaica et M. albonotata. Ophrys magniflora Geniez & Melki, 1992, une forme proche à fleur plus grande décrite depuis le Languedoc-Roussillon, est souvent considérée comme synonyme,,.

### drumana

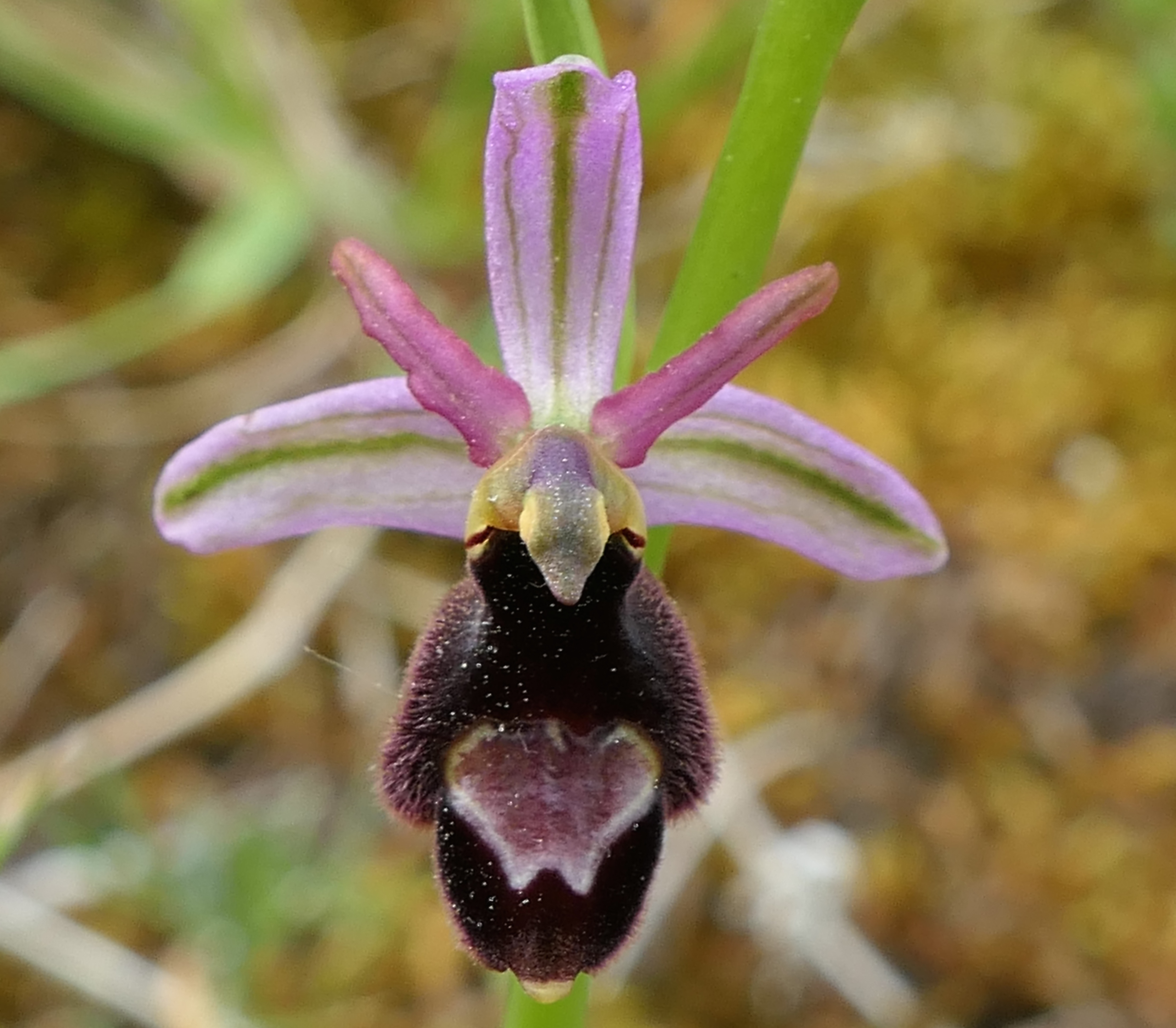
Ophrys de la Drôme (Ophrys bertolonii subsp. drummana ou O. saratoi).

Ophrys bertolonii subsp. drumana (P.Delforge) Kreutz, 2004 (synonymes : Ophrys drumana P.Delforge, 1988). Nommé en français « Ophrys de la Drôme », ce taxon est endémique de Provence en France, fleurit d'avril à juin et se différencie d'O. aurelia par des fleurs plus petites (labelle de 9 à 12 mm de long) et plus nombreuses (de 4 à 12), un labelle moins courbé orné d'une ocelle parfois centrale au liseré blanc et d'une échancrure réduite. Il est pollinisé par Megachile albonotata et M. parietina,,,,. Ce taxon est parfois synonymisé avec O. saratoi E.G.Camus, 1893, mais cette définition n'est pas majoritairement partagée,.

### explanata
Ophrys bertolonii subsp. explanata (Lojac.) Soca, 2001 (Synonyme : Ophrys explanata var. explanata Lojac., 1909). Endémique de Sicile et à floraison précoce (mars), ce taxon est pollinisé par Megachile sicula,,.

### × flavicans
Ophrys bertolonii subsp. flavicans (Vis.) K.Richt. 1890 (synonyme : Ophrys ×flavicans Vis., 1842). Selon l'Université de Vienne et Delforge, il s'agit d'une hybride endémique de Dalmatie, pollinisée par M. manicata en Croatie,, alors que selon le jardin botanique de Kew, il s'agit d'une hybride comprenant l'ensemble des taxons du groupe 0. bertolonii, à l'exception de la sous-espèce nominale.

### magniflora
Ophrys bertolonii subsp. magniflora (Geniez & Melki) Soca 2001 (synonyme : Ophrys magniflora Geniez & Melki, 1992). Décrit de France, très proche de O. bertolonii subsp. catalogna, ce taxon s'en différencie par ses fleurs plus grandes ; il en est cependant souvent considéré comme un synonyme,,,.

### melitensis
Ophrys melitensis (Salk.) Devillers-Tersch. & Devillers, 1994 (synonyme : Ophrys sphegodes subsp. melitensis Salk., 1992). Endémique de Malte et morphologiquement proche d'O. sphegodes subsp. lunulata, elle est parfois considérée comme parente d'O. bertolonii par l'identité de son pollinisateur M. sicula,,.

### romolinii
Ophrys bertolonii subsp. romolinii (Soca) Véla & R.Martin, 2015 (basionyme : Ophrys romolinii Soca, 2001). Ce taxon est considéré par Rémy Souche et Flora Gallica comme la véritable sous-espèce type d'Italie absente de France, O. bertolonii subsp. bertolonii étant alors le taxon présent en France et en Ligurie, ; soit considéré par Delforge, Bournérias et al. et le jardin botanique de Kew comme une redéfinition invalide de la sous-espèce type présente en Italie et absente de France et nommée O. bertolonii subsp. bertolonii, Ophrys aurelia étant alors le taxon présent en France et en Ligurie.

### saratoi
Ophrys bertolonii subsp. saratoi (E.G.Camus) Soca,2001 (basionyme : Ophrys ×saratoi E.G.Camus, 1893, Ophrys saratoi E.G.Camus, 1893). Ancien nom d'un taxon endémique de France qui, dans sa conception moderne, peut être : selon Delforge, une espèce propre au bassin Niçois nommée l'Ophrys de Grasse ; selon Bournérias, une forme incluse dans l'espèce O. aurelia ; ou, selon Flora Gallica, l'Ophrys de Sarato, le nom correct synonyme de la définition de R. Souche d'Ophrys bertolonii subsp. saratoi, elle même synonyme d'O. drumana.